# Me voy (Julieta Venegas)
Me voy è il primo singolo della cantante messicana Julieta Venegas estratto dal suo quarto album Limón y sal. È il primo singolo della cantante ad ottenere un enorme successo al di fuori del suo paese.

## Il video
Il surreale video di Me voy è stato girato dal regista messicano Picky Tallarico. Il video comincia in una casa dove si vede la Venegas fare le valigie per poi imbarcarsi su una mongolfiera. Dopo essere stata prima fra i ghiacci artici e poi nel deserto (ed in entrambi i casi si è sempre comportata come se fosse a casa, passando l'aspirapolvere e facendo le faccende domestiche), alla fine la Venegas butta dalla mongolfiera varie cose tra cui il suo compagno, e sparisce all'orizzonte.

## Tracce
Download digitale
1. Me Voy – 3:08

Download digitale (Europe)
1. Me voy – 3:08
2. Lento – 4:40

CD Singolo Sony BMG 88697011582 (Sony BMG) / EAN 0886970115827
1. Me voy – 3:08
2. Lento – 4:40

## Classifiche
| Classifica (2006)               | Posizione massima |
| ------------------------------- | ----------------- |
| Argentina                       | 1                 |
| Italia                          | 1                 |
| Messico                         | 1                 |
| Romania                         | 19                |
| Spagna                          | 1                 |
| Stati Uniti (Hot Latin Tracks)  | 9                 |
| Stati Uniti (Latin Pop Airplay) | 1                 |
| Svizzera                        | 12                |
| Venezuela                       | 5                 |

## Date di pubblicazione
| Paese            | Data           | Formato           |
| ---------------- | -------------- | ----------------- |
| Messico          | 28 marzo 2006  | Download digitale |
| Svizzera         | 19 maggio 2006 | Download digitale |
| Italia           | 19 maggio 2006 | Download digitale |
| 23 febbraio 2007 | CD             |                   |
| Svizzera         | 4 maggio 2007  | Download digitale |